# Carmín de índigo
El carmín de índigo (denominado también indigotina) es un colorante sintético de color azul empleado en la industria alimentaria con el código E 132. Se produce de forma natural en la savia del arbusto Indigofera tinctoria, aunque en la actualidad es producido de forma sintética. Es la base del pigmento azul conocido como índigo (cuyo contenido es del 90 % de indigotina). Es empleado también como un indicador de pH que es azul a un pH de 11.4 virando a amarillo a los 13.0.

## Usos
La indigotina se encuentra en el pigmento índigo. Se suele emplear como colorante alimentario en confitería (ejemplos son los caramelos de violeta), bebidas, helados. Debido a su inestabilidad ante la acidez es muy frecuente su empleo como un indicador de pH en medios alcalinos que presenta un color azul a un pH de 11.4, llegando a virar a amarillo a los 13.0. Se emplea a nivel industrial como un detector de ozono, aunque igualmente en la detección analítica de nitritos y cloritos. En medicina es empleado para detectar fugas del líquido amniótico.

## Salud
Al ser empleado como colorante alimentario en disoluciones de muy bajas concentraciones, en raras ocasiones se ha encontrado la existencia de efectos colaterales en las concentraciones empleadas en la coloración de los alimentos. De la misma forma se han encontrado pocas reacciones secundarias debidas al acoplamiento del colorante a las proteínas del cuerpo. Al igual que otros colorantes alimentarios puede actuar también como un liberador de histamina. No obstante, se ha fijado una ingesta máxima diaria de 5 mg/kg (miligramos por kilogramo de peso corporal).